# Matty Ashurst
Pour les articles homonymes, voir Matty.

a Compétitions nationales et continentales officielles uniquement.

Matty Ashurst, né le 1er novembre 1989 à Wigan, est un joueur de rugby à XIII anglais évoluant au poste de deuxième ligne dans les années 2000 et 2010. En club, il a commencé sa carrière sportive à St Helens RLFC en Super League avant de la poursuivre à Salford puis à Wakefield.

## Palmarès
- Collectif : 
  - Vainqueur du Championship : 2024 (Wakefield).
  - Vainqueur de la Coupe de 1895 : 2024 (Wakefield).
- Individuel :
  - Nommé dans l'équipe type de Super League : 2018 (Wakefield)